# Kantongerecht Groenlo

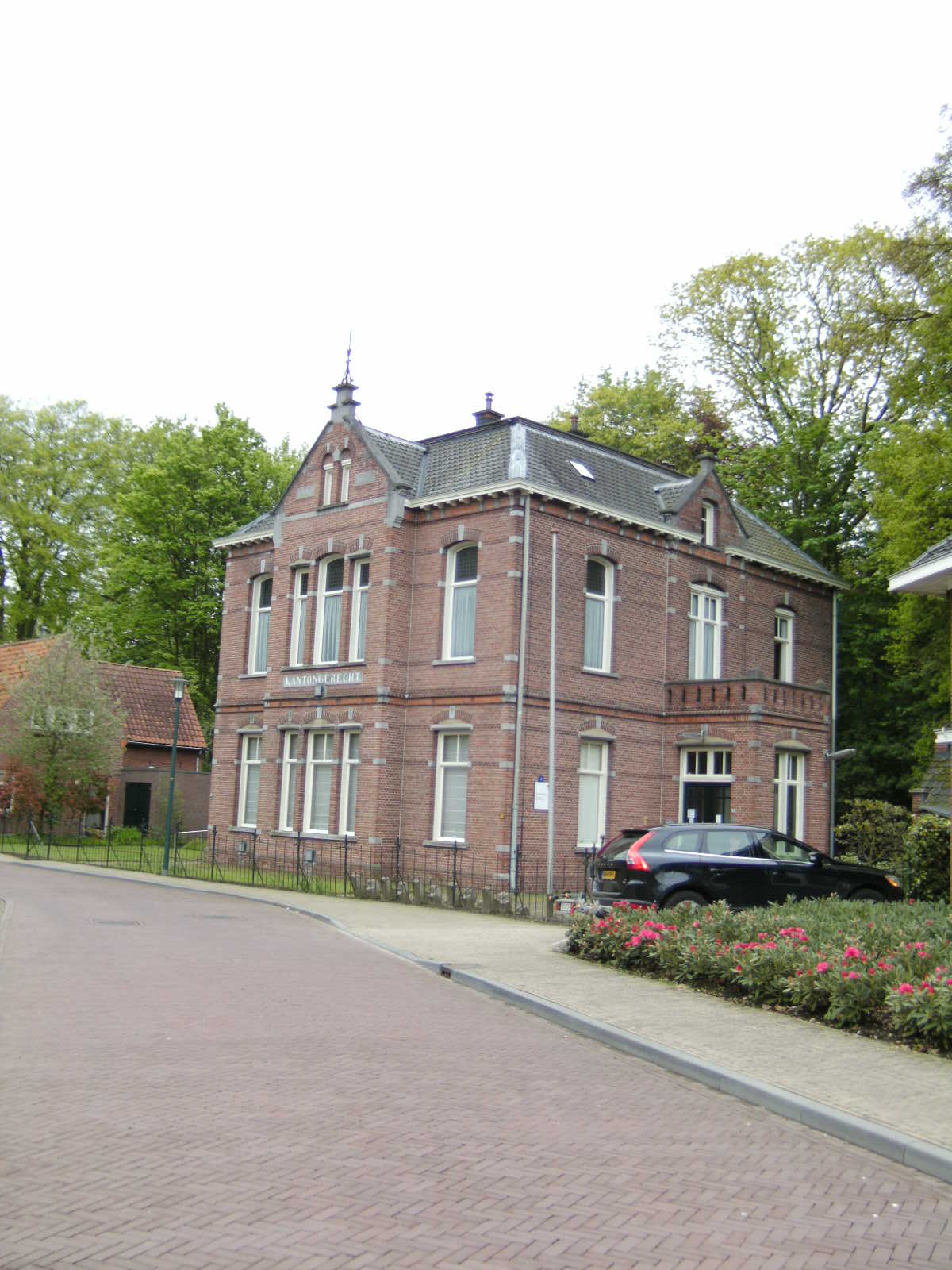
Voormalig kantongerecht Groenlo aan de Maliebaan

Het kantongerecht Groenlo was van 1838 tot 2002 een van de kantongerechten in Nederland. Na de opheffing van het kantongerecht als zelfstandig gerecht bleef Groenlo in gebruik als zittingsplaats voor de sector civiel van de rechtbank Zutphen. Na de opheffing van de gemeente Groenlo kreeg de locatie de naam van de nieuwe gemeente Oost Gelre. In 2013 is de locatie Groenlo ook als zittingsplaats gesloten. Het gerecht was gevestigd in een gebouw uit 1908, ontworpen door W.C. Metzelaar. Het gebouw is een rijksmonument.